# Eleccions legislatives d'Angola de 1986
Les eleccions parlamentàries es van dur a terme a Angola el 9 de desembre de 1986. Havien estat programades per al 1983, però es va posposar a causa de les victòries militars d'UNITA en la Guerra Civil angolesa. Van ser les segones eleccions democràtiques dutes a terme a la nació després d'aconseguir la independència de Portugal en 1975 i després de les eleccions de 1980. Durant el període, de 1975 a 1980, es va lliurar una guerra civil entre tres parts, a saber, Moviment Popular per a l'Alliberament d'Angola (MPLA), Front Nacional d'Alliberament d'Angola (FNLA), i la Unió Nacional per a la Independència Total d'Angola (UNITA) i els enfrontaments van continuar en la dècada del 1990.
El Parlament unicameral d'Angola era programat per a ser constituït amb els 229 membres elegits per a un període de tres anys. Tots els ciutadans d'Angola, majors de 18 anys, eren elegibles. Els representants de les assemblees provincials van formar una universitat i van escollir als representants de la Casa del Parlament.
Es va planejar que les eleccions se celebressin el 1983, però es van posposar tres anys a causa dels disturbis polítics i, finalment, es va dur a terme el 9 de novembre de 1986 als col·legis electorals per a l'elecció dels electors de la legislatura. En aquest moment, el país era un sistema unipartidista, amb el Moviment Popular per a l'Alliberament d'Angola-Partit del Treball (MPLA-PT) com a únic partit legal. Com a resultat, la majoria dels candidats eren membres del partit, i dos terços elegits en 1980 van ser novament nominatss. Les assemblees elegides van prendre jurament el 30 de gener de 1987 i José Eduardo dos Santos van prendre jurament com a segon President d'Angola elegit. El MPLA va obtenir 173 dels 289 escons, mentre que hi va haver 117 independents i un seient va romandre vacant.

## Antecedents
Angola va ser una colònia de Portugal durant més de 400 anys des del segle xv. La demanda per la independència d'Angola va prendre impuls durant la dècada de 1950. El règim portuguès es va negar a accedir a les demandes d'independència, provocant un conflicte armat que va començar el 1961, quan els lluitadors per la independència van atacar civils blancs i negres en operacions transfrontereres al nord-est d'Angola, el que es va anomenar guerra colonial. Els protagonistes principals foren el Moviment Popular per a l'Alliberament d'Angola (MPLA), fundat el 1956, el Front Nacional d'Alliberament d'Angola (FNLA), que va aparèixer el 1961, i la Unió Nacional per a la Independència Total d'Angola (UNITA), fundada el 1966. Després de molts anys de conflicte que va afeblir totes les parts insurgents, Angola va obtenir la seva independència l'11 de novembre de 1975, després del cop d'estat de 1974 a Lisboa, que va enderrocar el règim portuguès encapçalat per Marcelo Caetano.
Va esclatar immediatament una lluita pel poder entre els tres moviments nacionalistes. Els esdeveniments van provocar un èxode massiu de ciutadans portuguesos, creant fins 300.000 refugiats indigents portuguesos, coneguts com a retornats. El nou govern portuguès va tractar de fer de mitjancer en un acord entre els tres moviments en competència, que inicialment van acordar els moviments, però més tard no van estar d'acord. Després de la seva independència al novembre de 1975, Angola va patir una devastadora guerra civil que va durar algunes dècades. Es va cobrar milions de vides i va provocar molts refugiats; no va acabar fins a 2002.
Després de les negociacions celebrades a Portugal que provocaren una severa agitació social i política i incertesa a causa de la revolució dels clavells, els tres principals grups guerrillers d'Angola van acordar establir un govern de transició el gener de 1975. Al cap de dos mesos, però, el FNLA, el MPLA i la UNITA havien començat lluitant entre si i el país es va dividir en zones controlades pels grups polítics armats rivals. El MPLA va guanyar el control de Luanda i gran part de la resta del país. Amb el suport dels Estats Units, Zaire i Sud-àfrica van intervenir militarment a favor de FNLA i la UNITA amb la intenció de prendre Luanda abans de la declaració d'independència. En resposta, Cuba va intervenir a favor del MPLA, que va esdevenir un punt calent de la Guerra Freda. Amb el suport de Cuba, el MPLA va controlar Luanda i va declarar la seva independència l'11 de novembre de 1975, nomenant Agostinho Neto primer president, tot i que la guerra civil va continuar. En aquest moment, la major part dels mig milió de portuguesos que vivia a Angola - i que havia representat la majoria dels treballadors qualificats en l'administració pública, l'agricultura, la indústria i el comerç - va abandonar el país, deixant la seva economia en creixement, un cop pròspera, en una estat de fallida. Jose Eduardo dos Santos va guanyar les eleccions de 1980 i esdevingué el primer president elegit del país. La guerra civil va continuar entre MPLA i UNITA amb implicacions internacionals.

## Criteris

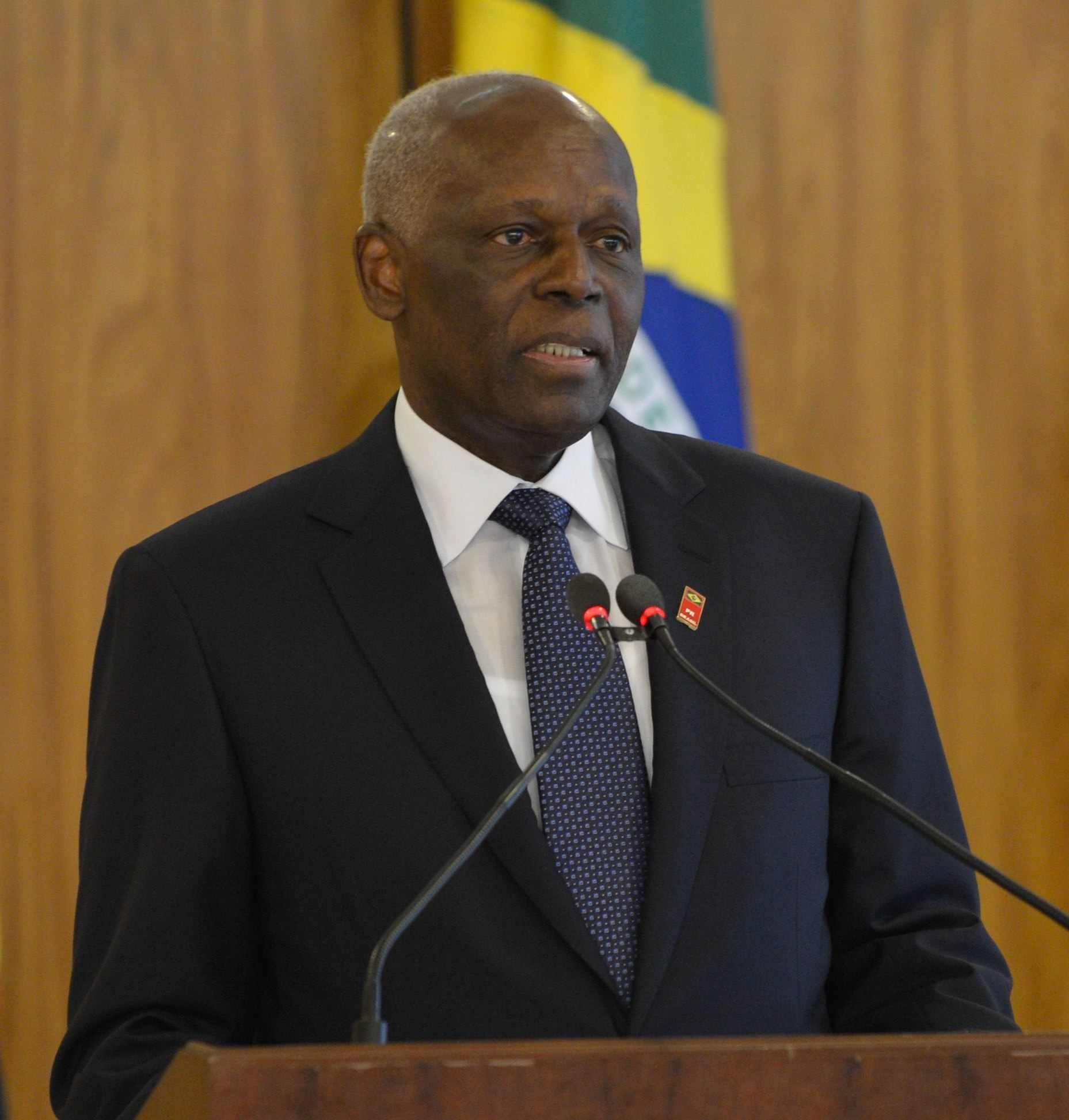
José Eduardo dos Santos esdevingué President d'Angola després de les eleccions

Després de les eleccions el Parlament unicameral d'Angola va ser programat per a ser constituït amb els 289 membres elegits (229 a les eleccions de 1980) per un període de tres anys després de les eleccions. Tots els ciutadans d'Angola majors de 18 anys podien votar. Els ciutadans que eren membres de grups fraccionals, amb antecedents penals i que no havien estat rehabilitats se'ls va impedir d'exercir els seus drets de vot. Els representants de les assemblees provincials van formar una universitat i es van escollir els representants de la Casa del Parlament. S'esperava que els candidats fossin responsables davant dels ciutadans en les reunions públiques, amb la seva candidatura aprovada per una majoria a la província en què s'estaven nominats. Una esmena constitucional del 19 d'agost de 1980 indicava que el Consell seria substituït per una assemblea popular nacional amb membres escollits per les 18 assemblees elegides.

## Eleccions
Les eleccions es van dur a terme finalment el 9 de desembre de 1986 en els col·legis electorals per a l'elecció dels electors de la legislatura. En aquest moment, el país era un sistema unipartidista, amb el Moviment Popular per a l'Alliberament d'Angola - Partit del Treball (MPLA-PT) com a únic partit legal. Com a resultat, la majoria dels candidats no eren escollits pels col·legis. El partit va convidar a més nombre de candidats de diversos sectors de la societat i nominat moltes dones. El partit va renovar la candidatura de prop de dos terços dels membres titulars de les eleccions de 1980. El president i les assemblees elegides van prendre van obrir la primera sessió el 30 de gener de 1987 i José Eduardo dos Santos van prendre jurament com a President d'Angola per a un segon mandat.
| Grup polític | Nombre d'escons | Homes | Dones |
| ------------ | --------------- | ----- | ----- |
| Totals       | 289             | 247   | 42    |
| MPLA-PT      | 173             |       |       |
| Independents | 116             |       |       |

Els 289 representants eren funcionaris civils, treballadors, estudiants, camperols, membres de les forces de defensa i de seguretat, intel·lectuals i clergues. Durant el període 1975–1990, el MPLA va organitzar i bastir un règim socialista. En 1990, que va acabar la Guerra Freda, el MPLA va abandonar la seva ideologia marxista–leninista i declarà la socialdemocràcia com la seva ideologia oficial, guanyant les eleccions generals de 1992. No obstant això, vuit partits de l'oposició van rebutjar el resultat de les eleccions com a fraudulentes,